# Lorenzo Fasolo
Lorenzo Fasolo, auch Fazolo bzw. de’ Fasoli oder Fasoli, genannt Lorenzo da Pavia (* 1463 in Pavia; † 1518 in Genua) war ein italienischer Maler.

## Leben
Lorenzo Fasolo war der Vater der beiden Künstler Bernardino und Raffaele Fasolo. Zwei seiner Töchter heirateten die Künstler Agostino Bombelli und Antonio da Semino. 
Von seiner Tätigkeit in Pavia ist nicht viel bekannt. Seine künstlerische Ausbildung erhielt er wahrscheinlich bei Leonardo Vidolenghi. Erstmals erwähnt wird Fasolo als „Lorenzo da Pavia“ in einem Rundschreiben von Lodovico Moro zur Gestaltung des Castello Sforzesco, seine künstlerische Tätigkeit ist ab 1494 belegbar. Eine Vielzahl an Lorenzos Werken ist durch Federico Alizeri geschildert und mittels Urkunden belegbar. 
In den Jahren von 1502 bis 1503 arbeitete er zusammen mit Ludovico Brea und Barbagelata, dessen Werkstatt er 1508 übernimmt, an der Gestaltung der Fresken in der Nostra Signora del Carmine e Sant’Agnese in Genua und im Chor von San Siro.

## Werke (Auswahl)
Folgende Werke von Lorenzo Fasolo sind noch erhalten:
- Heiliger Sirius mit Johannes dem Täufer und Laurentius, 1503, Vianego
- Kreuzabnahme mit elf Nonnen und zwei Stifterfamilien, 1508, San Bernardino, Chiavari
- Heilige Sippe, 1513, Louvre

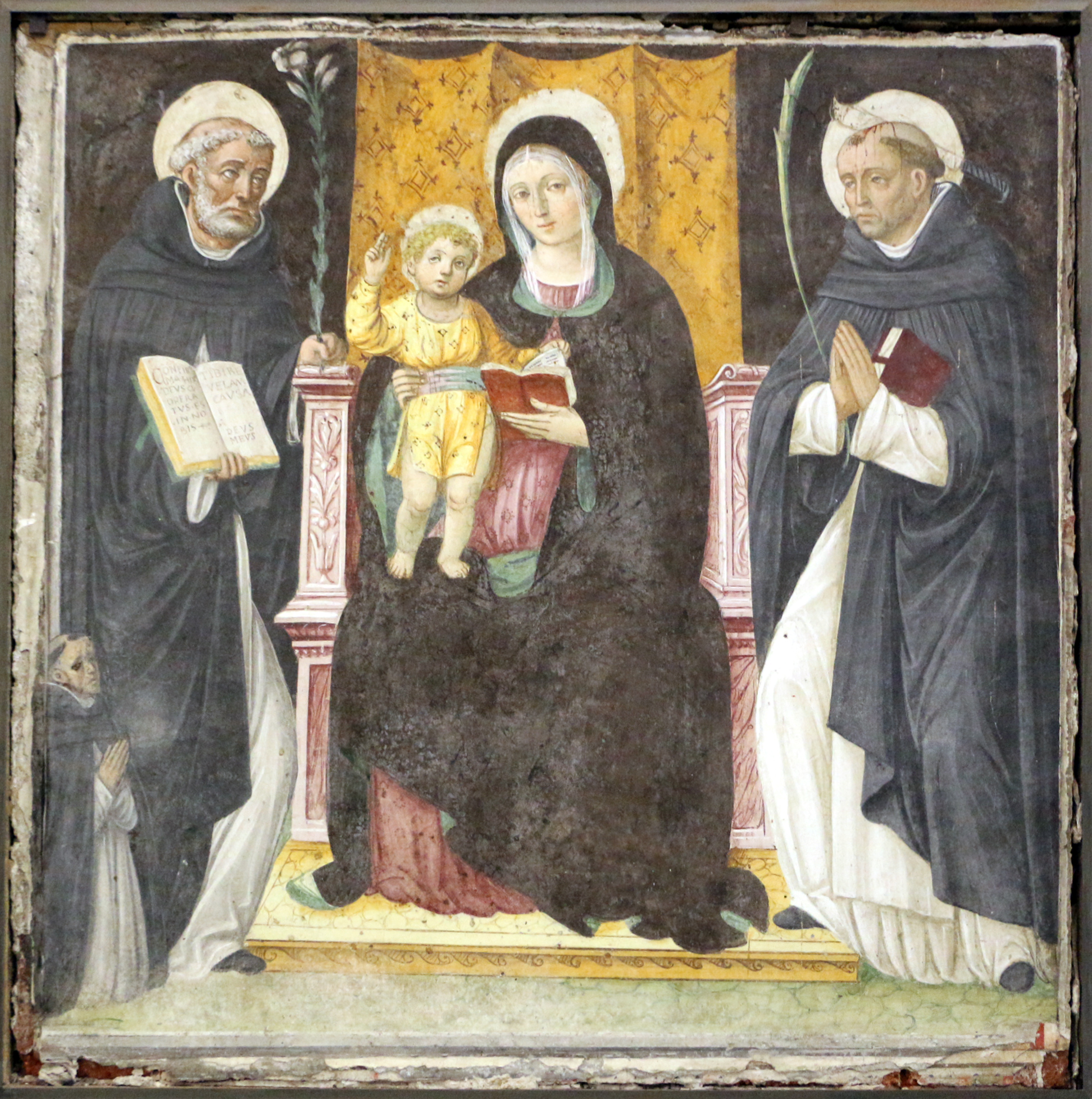
Maria mit Jesus und Raimund von Capua und Petrus Martyr von Anghiera, Santa Maria di Castello
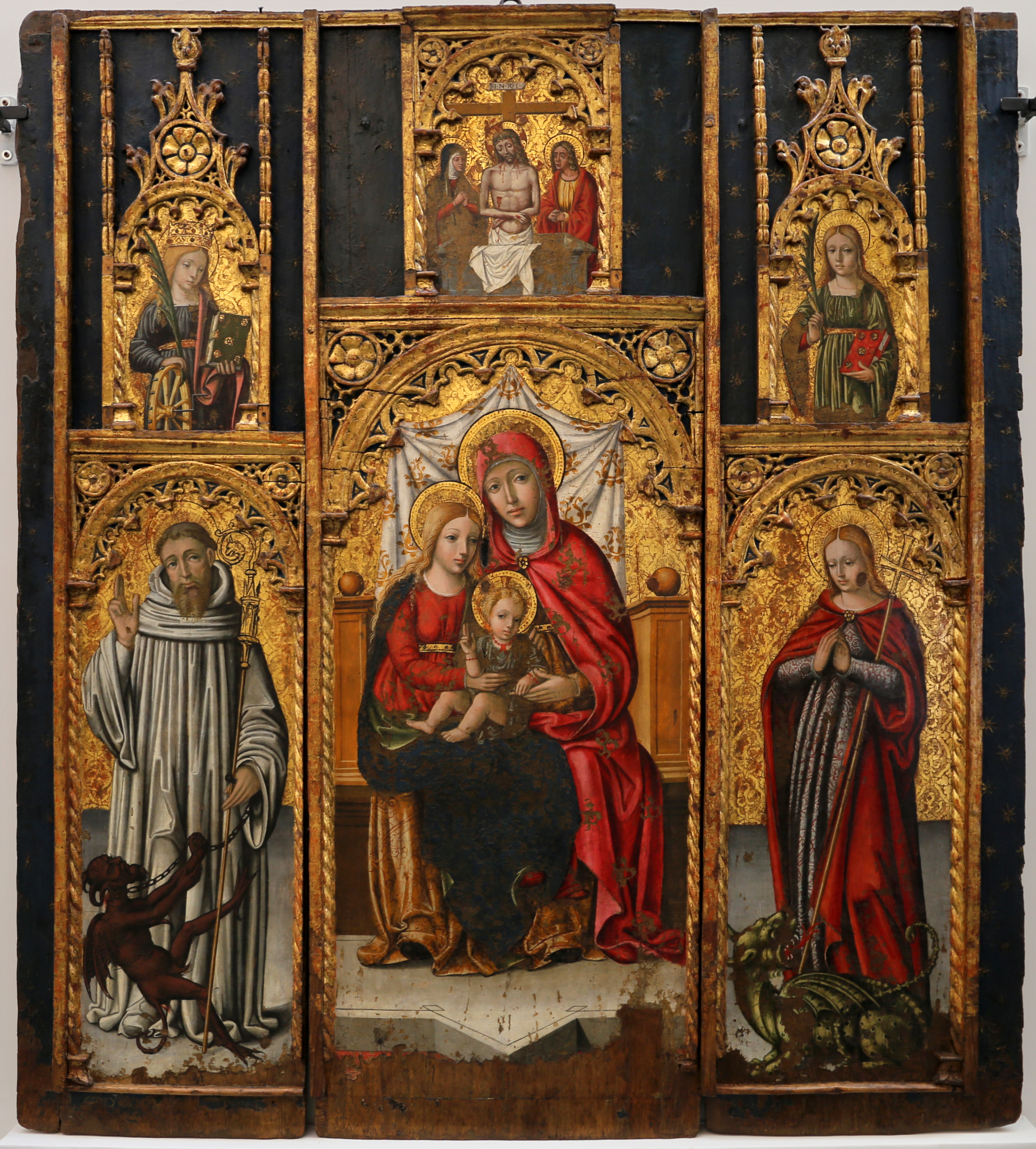
Maria mit Jesus und der heiligen Anna, Museo d’arte di Palazzo Gavotti
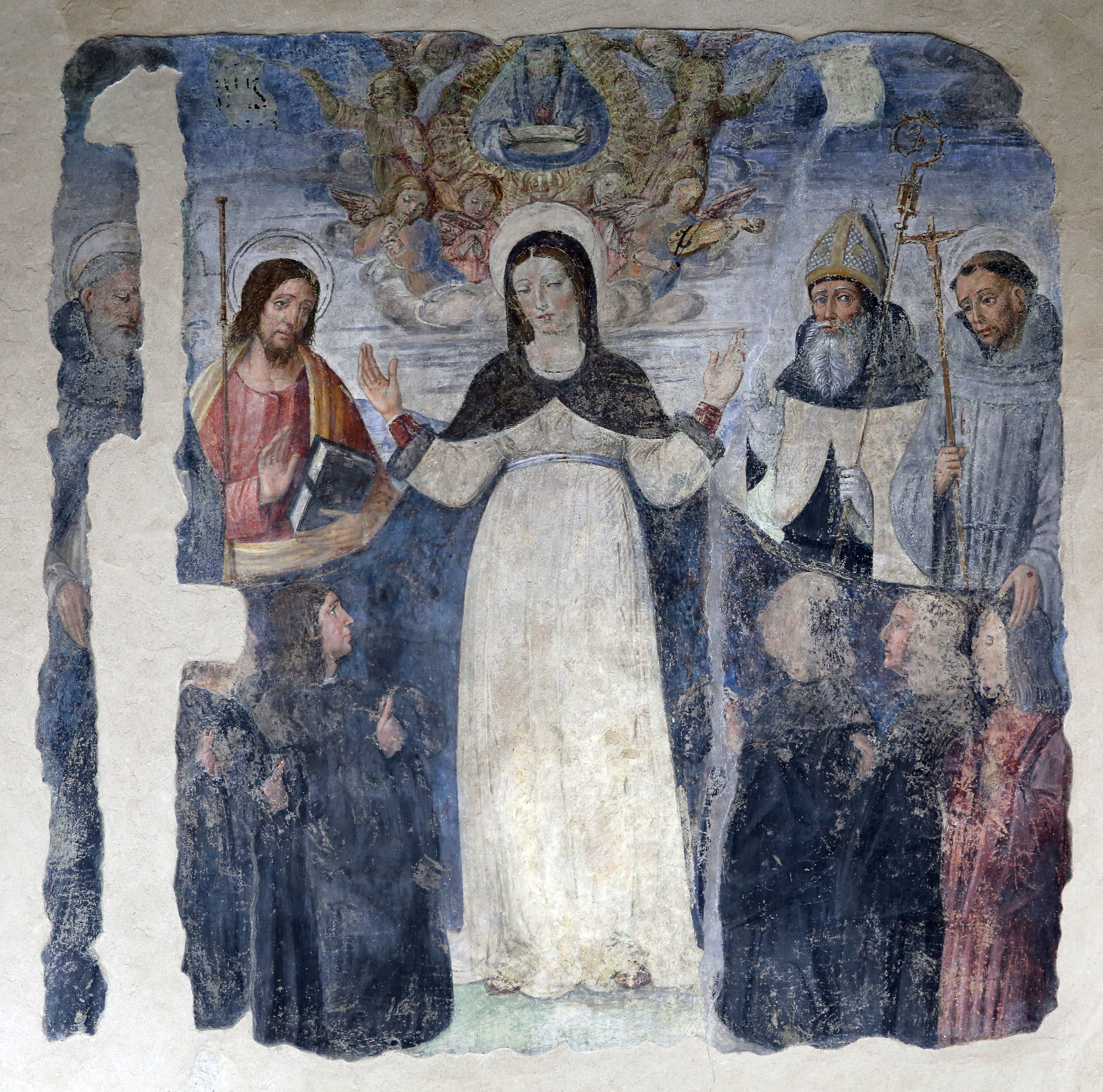
Schutzmantelmadonna, Museo della ceramica di Savona
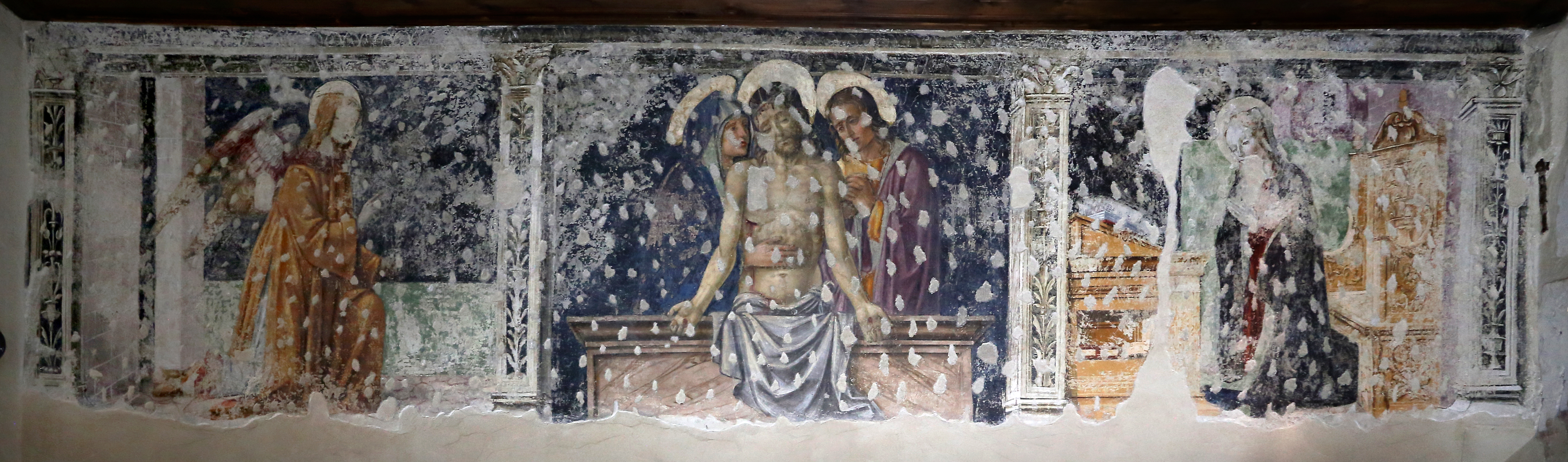
Verkündigung und Marienklage, Museo della ceramica di Savona
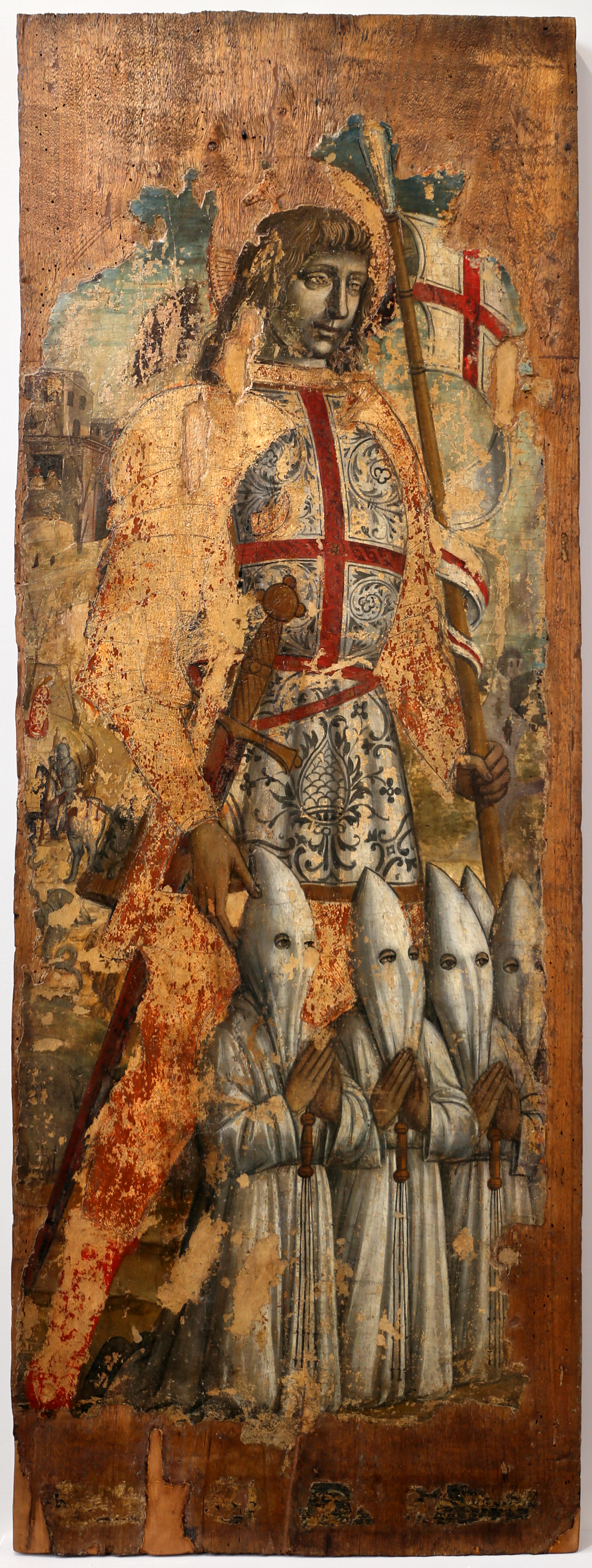
Heiliger Georg, Museo d’arte di Palazzo Gavotti
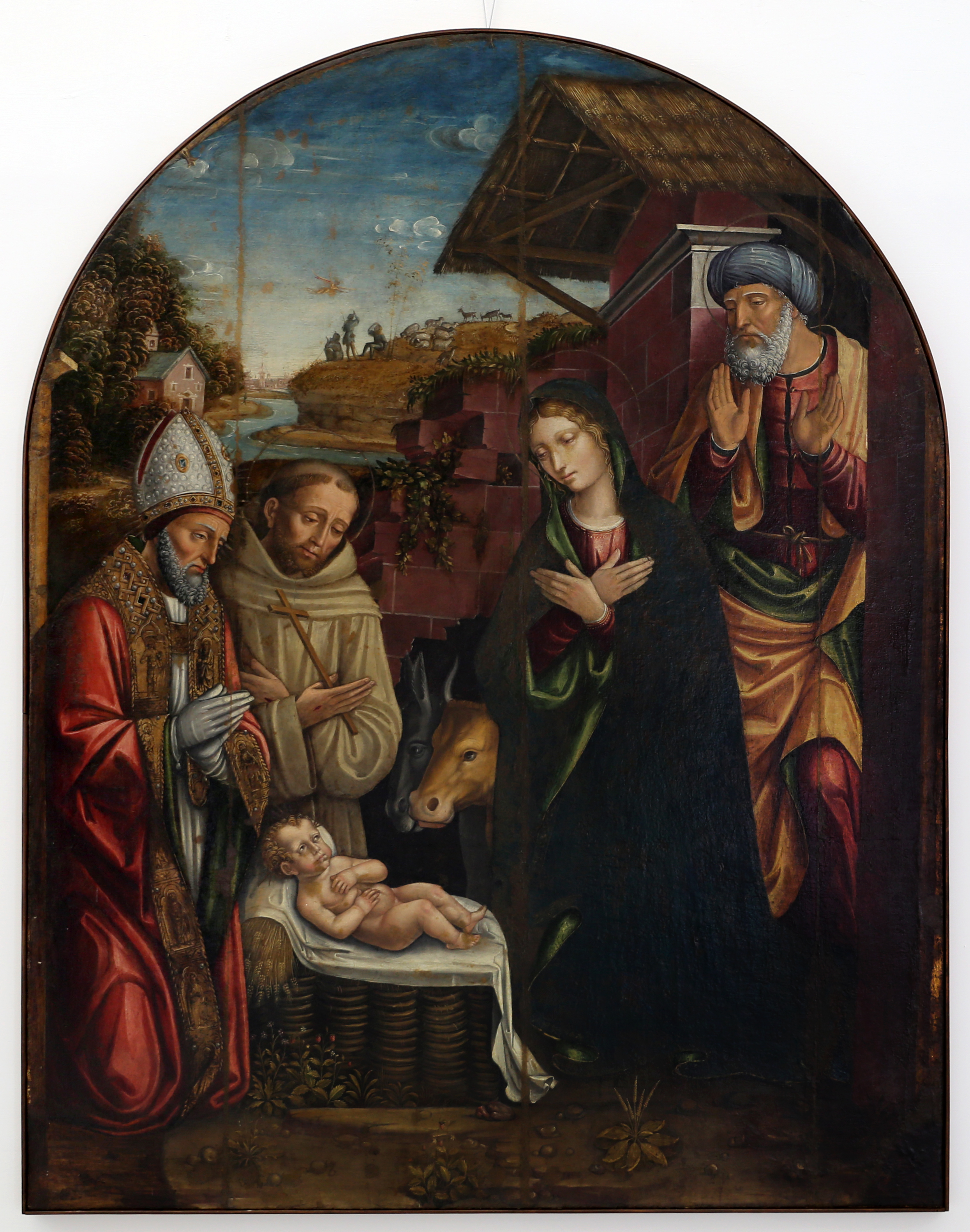
Anbetung des Kindes, um 1510, Museo d’arte di Palazzo Gavotti

Fasolos erhaltene Werke lassen einen Rückschluss auf Vincenzo Foppas Einfluss als auch den der Schule von Lorenzo Costa der Ältere zu.
Gelobt wird Fasolo von Wilhelm Suida für seine „emsige Naturbetrachtung“, welche es ihn erlaubt, Tiere und Pflanzen detailliert wiederzugeben. Suida schreibt ihm deshalb noch ein Fresko in der Santa Maria di Castello in Genua und eine Anbetung des Kindes im Museo d’arte di Palazzo Gavotti zu.